# 잠자는 숲속의 마녀
《잠자는 숲속의 마녀》는 MBC에서 에 방영한 드라마 페스티벌 시즌 1의 네 번째 작품이다.

## 줄거리
사고로 16년 간 누워 있었던 최아미(황우슬혜)와 아버지의 누명을 벗기려는 김힘찬(박서준)이 16년 전 과학실 사고의 비밀을 밝히기 위해 고군분투한다. 아미의 첫사랑 조영경은 어디로 간 걸까?

## 등장 인물

### 주요 인물
- 박서준 : 김힘찬 역
- 황우슬혜 : 최아미 역

### 그 외 인물
- 최우석 : 조영경 역
- 정수영 : 김화정 역
- 한강일 : 이민호 역